# Telefone
“Telefone”은 미국의 래퍼 노네임의 첫 번째 믹스테이프이다. 2016년 7월 31일 발매하였다.

## 표지 및 제목
2015년 6월, 그린룸 매거진과 진행한 인터뷰에서 노네임은 “Telefone”의 이름에 대한 뜻에 대해 아래와 같이 말하였다.
모르는 사람과 처음으로 통화를 하는 것이 어떤 의미를 가지고, 그것이 가지고 있는 모든 특이한 점이 좋았기 때문에 제목을 “Telefone”이라고 지었다. 어색함에서부터 웃음, 또는 전화로 할 수 있는 다양한 친밀한 대화까지, 나는 이것이 대화를 하는 느낌이 되기를 바란다. 그리고 사람들이 문자나 트위터를 통한 것보다 통화를 하는 것처럼 느끼기를 원하였다.
믹스테이프의 표지는 시카고의 음악 공동체 세이브머니에서 아트 디렉터로 활동하였던 니코 워싱턴이 그린 그림이다.

## 발매 및 홍보

### 투어
2016년 11월 14일, 노네임은 “Telefone Tour”가 진행할 것이라고 발표하였다. 또한 피처링으로 참여하였던 라빈 르네이와 함께 투어를 할 것이라고 언급하였다. 투어는 2017년 1월 14일에 위스콘신주의 매디슨에서부터 시작해 같은 해 3월 6일 미시간주의 디트로이트에서 종료되었다. 투어에 포함되었던 콘서트는 모두 매진되었다.
MTV에 글을 쓴 딜런 터퍼 루퍼트는 "무대 위에서의 노네임은 워너가 음악적인 스킬 함께 예민한 감각을 통하여 자신만의 세계를 공연, 또는 공연을 그럴듯하게 반영한 걸 보여주는 것이다"라고 표현하였다.

## 평가
| 전문가 평가         | 전문가 평가 |
| 총 점수             | 총 점수     |
| 출처                | 점수        |
| ------------------- | ----------- |
| AnyDecentMusic?     | 7.7/10      |
| 메타크리틱          | 84/100      |
| 평가 점수           |             |
| 출처                | 점수        |
| 디 A.V. 클럽        | A-          |
| 컨시퀀스            | B+          |
| 가디언              | [ 8 ]       |
| 피치포크            | 8.0/10      |
| 롤링 스톤           | [ 10 ]      |
| DIY                 | [ 11 ]      |
| 리드머              | [ 12 ]      |
| 로버트 크리스트가우 | ★★★         |
| 톰 헐               | B+(★★)      |

“Telefone”은 음악 평단으로부터 찬사를 받았다. 매체의 리뷰를 모아 평균을 내는 리뷰 애그리게이터 웹사이트 메타크리틱에서는 6개의 리뷰를 통하여 100점 만점 중 84점을 받았으며, AnyDecentMusic?에서는 8개의 리뷰를 통해 10점 만점에 7.7점을 기록하였다.
디 A.V. 클럽의 애슐리 레이해리스는 "노네임을 '여자 찬스'라고 붙이는 이들에게 쓸데없는 짓이라는 사실을 알리는데 시간을 허비하지 않는 작품"이라고 평하였고, “Coloring Book”이 일요일 아침 가스펠 느낌이 가득찬 시카고의 기쁨이라면 “Telefone”은 모든 것을 회상하며 보내는 심야의 시카고에서 자전거 타기라고 비유하였다. 가디언의 해리엇 깁손은 "올해 놀스 자매(비욘세와 솔란지 놀스를 가리킴)와 어 트라이브 콜드 퀘스트가 흑인으로서의 정체성에 대해 노래할때, 유사한 방식으로 아프리카계 미국인으로서의 랩을 한다."고 글을 썼다.
피치포크의 이스라엘 다라몰라는 믹스테이프에 8점을 주었다. 또한 같은 해에 발매한 자밀라 우즈의 음반 “Heavn”과 흑인 여성의 고통을 노래한다는 공통점이 있다고 언급하였으며, "불안 속에서 춤추고 떠 있는 자유같다"고 표현하였다. 롤링 스톤의 조 레비는 별 다섯 개 중 세 개 반을 부여하면서, "올해의 힙합 중 가장 많은 생각을 떠올리게 한다."고 이야기하였다. 컨시퀀스의 알레한드라 라미레즈는 B+를 매겼고, "노네임은 자신의 예술, 즉 자신과 다른 이의 상처를 치유하기 위해 예술을 이용한다."고 호평을 보내었다.
대한민국의 음악 웹진 리드머의 조성민은 별 다섯 개 만점 중 4개를 주었다. 다른 작품들과 차별을 보이는 가사에 대해서는 "재능과 반복된 훈련을 통해 형성된 주체적인 작법에서 나온 독창적인 가사는 여느 랩퍼들의 것과 비교했을 때 질적인 우위를 떠나 스타일 적으로 봤을 때도 차원이 다른 서술적인 힘을 지닌다."라고 표현하며, "노네임의 서술적 역량이 탁월하게 발휘된 작품"이라고 이야기하였다. 스탠퍼드 대학교의 학생신문인 스탠퍼드 데일리에 글을 쓴 닉 슬라이는 음반에 대해 "금세기 최고의 랩 프로젝트 중 하나"라고 극찬하였으며, 이어서 "미국에서 흑인 여성으로서 살아온 자신의 젊음과 경험을 탐구하고 되새기듯, 그녀의 지혜와 열정은 참 매력적이다."라고 표현하였다.

### 순위
“Telefone”은 그해 여러 매체의 올해의 음반 목록에 선정되었다. 미국 전역의 음악 종사자들이 음반의 순위를 정해 순위를 매기는 패즈 & 잡에서는 총 21명의 투표를 받아 231포인트를 달성하면서 2016년 음반 중 35위를 차지하였다.
| 매체                                    | 주제                                       | 순위 | 출처   |
| --------------------------------------- | ------------------------------------------ | ---- | ------ |
| NPR 뮤직                                | 2016년 최고의 음반 50장                    | 22   | [ 17 ] |
| 데이즈드                                | 데이즈드 선정 2016년 최고의 음반 20장      | 3    | [ 18 ] |
| 롤링 스톤                               | 2016년 최고의 랩 음반 40장                 | 10   | [ 19 ] |
| 리드머                                  | 2016 국외 랩/힙합 앨범 베스트 20           | 20   | [ 20 ] |
| 밴드캠프 데일리                         | 2016년 최고의 음반                         | 7    | [ 21 ] |
| 스키니                                  | 스키니 선정 2016년 최고의 음반 50장        | 29   | [ 22 ] |
| 스테레오검                              | 2016년 최고의 음반 50장                    | 28   | [ 23 ] |
| 스테레오검                              | 2016년 최고의 랩 음반 40장                 | 10   | [ 24 ] |
| 엔터테인먼트 위클리                     | 2016년 최고의 음반 50장                    | 44   | [ 25 ] |
| 컨시퀀스                                | 2016년 최고의 음반 50장                    | 36   | [ 26 ] |
| 컴플렉스                                | 2016년 최고의 음반 50장                    | 25   | [ 27 ] |
| 크랙                                    | 2016년 음반                                | 31   | [ 28 ] |
| 타이니 믹스 테이프스                    | 2016: 50개의 좋은 음악 발매물              | 26   | [ 29 ] |
| 타임아웃                                | 2016년 최고의 음반                         | 9    | [ 30 ] |
| 페이스트                                | 2010년대 최고의 음반 100장                 | 57   | [ 31 ] |
| 페이스트                                | 2010년대 최고의 힙합 음반 30장             | 20   | [ 32 ] |
| 피전스 & 플레인스                       | 피전스 & 플레인스 선정: 2016년 최고의 음반 | 5    | [ 33 ] |
| 피치포크                                | 2016년 최고의 음반 50장                    | 27   | [ 34 ] |
| 피치포크                                | 2016년 최고의 랩 음반 20장                 | *    | [ 35 ] |
| (*) 별표는 순위가 없다는 것을 의미한다. |                                            |      |        |

## 트랙 리스트
| #            | 제목                                                 | 작사·작곡          | 프로듀서               | 재생 시간 |
| ------------ | ---------------------------------------------------- | ------------------ | ---------------------- | --------- |
| 1.           | 〈Yesterday〉                                        | 노네임             | 캠 오비 필릭스 사바    | 3:09      |
| 2.           | 〈Sunny Duet〉 (feat. theMIND)                       | 노네임             | 캠 오비 몬테 부커      | 2:42      |
| 3.           | 〈Diddy Bop〉 (feat. Raury and Cam O'bi)             | 노네임             | 캠 오비 필릭스         | 3:28      |
| 4.           | 〈All I Need〉 (feat. Xavier Omär)                   | 노네임             | 필릭스 THEMpeople 사바 | 4:00      |
| 5.           | 〈Reality Check〉 (feat. Eryn Allen Kane and Akenya) | 노네임             | 캠 오비 필릭스 [a]     | 3:03      |
| 6.           | 〈Freedom Interude〉                                 | 노네임             | 사바 필릭스            | 3:19      |
| 7.           | 〈Casket Pretty〉                                    | 노네임             | 필릭스 사바            | 1:50      |
| 8.           | 〈Forever〉 (feat. Ravyn Lenae and Joseph Chilliams) | 노네임             | 필릭스 사바            | 3:38      |
| 9.           | 〈Shadow Man〉                                       | 노네임             | 캠 오비 필릭스         | 2:49      |
| 10.          | 〈Shadow Man〉 (feat. Saba, Smino and Phoelix)       | 노네임 theMIND [b] | 캠 오비 필릭스 [a]     | 5:11      |
| 총 재생 시간 | 총 재생 시간                                         | 총 재생 시간       | 총 재생 시간           | 33:09     |

비고
- ‘Yesterday’에는 필릭스, 아케냐, theMIND의 추가 보컬이 들어가 있다.
- ‘Diddy Bop’에는 필릭스의 추가 보컬이 들어가 있다.
- ^[a]  추가 프로듀서를 의미한다.
- ^[b]  추가 작사를 의미한다.
- ‘Shadow Man’에는 theMIND와 캠 오비의 추가 보컬이 들어가 있다.

## 참여진
크레딧은 노네임의 사운드클라우드에서 발췌하였다.
- 노네임 – 리드 보컬, 작사 및 작곡 (모든 트랙)
- 캠 오비 – 총괄 프로듀서, 피처링 (트랙 3), 추가 보컬 (트랙 10)
- 필릭스 – 총괄 프로듀서, 피처링 (트랙 10), 추가 보컬 (트랙 1, 3)
- 아케냐 – 추가 보컬 (트랙 1), 피처링 (트랙 5)
- 카메론 보스웰 – 오디오 엔지니어링 (트랙 5)
- 닉 브레튼 – 오디오 녹음 (모든 트랙)
- 엘튼 "L10믹스에딧" 청 – 믹싱, 마스터링 (모든 트랙)
- 랄프 진 – 드럼 (트랙 10)
- 사바 – 프로듀싱 (트랙 1, 4, 7, 8)
- 론 스프래깅스 – 오디오 엔지니어링 (트랙 5)
- theMIND – 추가 보컬 (트랙 1, 10), 피처링 (트랙 2), 추가 작사 (트랙 10)
- THEMpeople – 프로듀싱 (트랙 4)
- 몬테 부커 – 프로듀싱 (트랙 2)
- 로리 – 피처링 (트랙 3)
- 자비에 오마르 – 피처링 (트랙 4)
- 에린 알렌 케인 – 피처링 (트랙 5)
- 아케냐 – 피처링 (트랙 5)
- 라빈 르네이 – 피처링 (트랙 8)
- 조셉 칠리엄스 – 피처링 (트랙 8)
- 스미노 – 피처링 (트랙 10)
- 니코 워싱턴 – 음반 표지